# Beppo Mauhart
Beppo Mauhart, Josef Mauhart (Enns, 1933. szeptember 14. – 2017. május 7.) osztrák menedzser, sportvezető.

## Élete
A wilheringi magángimnáziumban érettségizett, majd a Freier Wirtschaftsverband újságnál dolgozott szerkesztőként 1963-ig. 1970-ben Hannes Androsch pénzügyminiszternél titkárként dolgozott. 1972-ben lett az Austria Tabak felügyelőbizottságának a tagja. 1976-ban elnökhelyettessé nevezték ki. 1988 és 1995 között az Austria Tabak vezérigazgatója volt.
1977-ben az Austria Tabak az Austria Wien labdarúgócsapat szponzora lett. Mauhart 1984 és 2002 között az osztrák labdarúgó-szövetség (ÖFB) elnöke volt. A szövetség történetének leghosszabb ideig tevékenykedő elnöke volt.